# 芳田真
芳田 真（よしだ さな、2001年2月14日 - ）は、京都府京都市上京区出身の、日本人の女子柔道選手である。階級は48kg級と52㎏級。身長152cm。血液型はO型。組み手は右組み。得意技は内股、足技。三人姉妹(優、司、真)の三女。次女は57㎏級世界チャンピオンの芳田司。現在はコマツに所属。

## 経歴
柔道は小学校1年の時に練心会で始めた。小さい頃は父親が怖かったために、姉妹の団結心は強かったと言う。姉が得意にしている内股も見様見真似で得意にしていった。また、姉が何度も優勝しているS&Bちびっ子健康マラソン大会京都大会では6年生の時に3位になった。奈良県の広陵中学2年の時に全国中学校柔道大会の48㎏級で5位になるも、3年の時には3回戦で敗れた。
滋賀県の比叡山高校1年の時にインターハイの準決勝で大成高校1年の和田君華に指導1で敗れて3位だった。全国高校選手権でも準決勝で和田に敗れて3位にとどまった。2年の時にはインターハイで5位だったものの、全国高校選手権では優勝を飾った。3年の時にはインターハイで5位だったが、全日本ジュニアで優勝した。世界ジュニアでは決勝まで進んでシニアの世界チャンピオンであるウクライナのダリア・ビロディドと対戦するも、内股で敗れて2位にとどまった。試合後には、「ビビらず次は対策して勝ちにいく」と強気の姿勢を示した。世界ジュニア団体戦では決勝のブラジル戦でラウラ・フェレイラを腕挫十字固で破るなど、オール一本勝ちしてチームの優勝に貢献した。11月の講道館杯では準々決勝で三井住友海上の近藤亜美を大内刈の技ありで破るなどして決勝まで進むと、南筑高校2年の古賀若菜を送襟絞で破ってシニアの全国大会初優勝を飾った。グランドスラム・大阪では初戦で元世界チャンピオンのモンゴルのムンフバット・ウランツェツェグに裏投げで敗れた。2019年2月のヨーロッパオープン・オーバーヴァルトでは準決勝で中国の熊瑶にGSに入ってから反則負けして3位だった。
2019年4月からは姉と同じくコマツ所属になった。選抜体重別では初戦で自衛隊体育学校の山崎珠美に技ありで敗れた。5月のグランプリ・フフホトでは減量調整がうまく行かなかったため、エントリーせずに棄権した。このため、計量失格による罰則と同等の扱いを受けることになり、強化指定選手を除外された。その後階級を52㎏級に上げると、9月の実業個人選手権では準々決勝で自衛隊体育学校の内尾真子に内股で敗れて5位だった。2021年の実業個人選手権では3位だった。2024年のシニア体重別で優勝した。

## 戦績
48㎏級での戦績
- 2014年 -　全国中学校柔道大会　5位
- 2016年 -　インターハイ　3位
- 2017年 -　全国高校選手権　3位
- 2017年 -　インターハイ　5位
- 2018年 -　全国高校選手権　優勝
- 2018年 -　インターハイ　5位
- 2018年 -　全日本ジュニア　優勝
- 2018年 -　世界ジュニア　2位
- 2018年 -　世界ジュニア団体戦　優勝
- 2018年 -　講道館杯　優勝
- 2019年 - ヨーロッパオープン・オーバーヴァルト　3位

52㎏級での戦績
- 2019年 - 実業個人選手権　5位
- 2021年 -　実業個人選手権　3位

48㎏級での戦績
- 2023年 -　シニア体重別　2位
- 2023年 -　実業個人選手権　3位
- 2024年 - シニア体重別　優勝

(出典、JudoInside.com)